# Magical Girl Spec-Ops Asuka
Magical Girl Spec-Ops Asuka (魔法少女特殊戦あすか, Mahō Shōjo Tokushusen Asuka) est une série de manga japonais pour magical girls/militaires écrite par Makoto Fukami et illustrée par Seigo Tokiya. Naoya Tamura est le conseiller militaire de la série. Il est publié en série dans le magazine manga seinen de Square Enix Monthly Big Gangan de juin 2015 à février 2021, avec ses chapitres rassemblés en quatorze volumes tankōbon. La série est publiée en Amérique du Nord par Seven Seas Entertainment.
Une adaptation d'une série télévisée animée par Liden Films est diffusée de janvier à mars 2019.

## Synopsis
Lorsqu'une dangereuse race de bêtes connues sous le nom de Disas a attaqué, des esprits d'un autre monde ont formé une alliance avec la Terre et ont accordé à certaines filles le pouvoir de devenir des filles magiques pour lutter contre elles. Trois ans après la guerre contre les Disas, l'une des filles magiques, Asuka Otori, tente de reprendre une vie normale. Cependant, Disas Bears réapparaît d'une source inconnue, conduisant Asuka à sortir de sa retraite et à rejoindre un escadron de filles magiques pour combattre cette nouvelle menace.

## Mangas
Makoto Fukami et Seigo Tokiya ont commencé à publier la série dans le Monthly Big Gangan de Square Enix en février 2015. La série est éditée en anglais par Seven Seas Entertainment en janvier 2017.
Quatorze volumes tankōbon ont été publiés depuis 2021 au Japon. Dix volumes ont été publiés en anglais en 2022.